# حطيطة (صحرا بردسكن)
حطیطة (بالفارسية: حطیطه) هي قرية تقع في إيران في قسم صحرا الريفي. يقدر عدد سكانها بـ 936 نسمة بحسب إحصاء 2016.